# 贝娅塔·波兹尼亚克

贝娅塔·波兹尼亚克

贝娅塔·波兹尼亚克（波蘭語：Beata Poźniak Daniels；1960年4月30日—），出生在波兰的格但斯克。她 毕业 从 洛茲電影學院. 幼时生长在共产时代的环境里， 移民到美国之后，以电影演员、制片人、以及人权活动家的多重身份投身于影视业，曾在奥利弗·斯通执导的《肯尼迪》片中饰演玛丽娜·奥斯瓦尔德。贝娅塔随后又在少年印第安那瓊斯年譜中和乔治·卢卡斯合作，并在影片飞越情海、 我为卿狂以及巴比伦五号当中饰演角色。

## 活动
贝娅塔在其饰演的角色中，既保持了传统的舞台形象以及超现实主义形象，也在其中探索两者的交融。她在工作中，经常探索当代女权运动、社会正义以及妇女历史的演进过程。1994年，贝娅塔在美国国会历史性地提出承认国际三八妇女节的提案（H.J.Res.316）。
在过去很多年间，贝娅塔经常受邀担任评审，层担任过电影学院、艾美奖的评审，并与茱迪·科士打，布萊德·彼特，強尼·戴普以及安东尼·霍普金斯等担任独立精神奖的嘉宾主持。她还在联合国赞助支持的人权电影节上向奥黛丽·赫本颁发追认人权奖。
贝娅塔的作品并参加2004年在洛杉矶第五届“艺术与民主”大型展览。